# Kim Hartman
Kim Hartman (Londres, Reino Unido, 11 de janeiro de 1955) é uma actriz e directora inglesa.
É mais conhecida pelo seu trabalho na série cómica de televisão 'Allo 'Allo! onde interpretava a personagem Soldado Helga Geerhart.

## Biografia
No seu curriculum está a participação em televisão das séries Casualty e The Brittas Empire. Em 2005, participou no Daisy Chain, um drama baseado na série de televisão Sapphire and Steel. 
Em 2006, fez o papel de professora na série juvenil Grange Hill.